# Pál László (matematikus)
Pál László (Csíkszereda, 1975. szeptember 27. –) erdélyi magyar matematikus-informatikus, egyetemi oktató.

## Élete
1994-ben érettségizett a csíkszeredai Márton Áron Főgimnáziumban. 1998-ban matematika szakot végzett a kolozsvári Babeş–Bolyai Tudományegyetemen. Ugyanott posztgraduális informatika képzésben vett részt 1999–2000 között, majd elvégezte a számítógépes matematika mesterszakot.
2011-ben doktorált informatikából a szegedi tudományegyetemen. Jelenleg adjunktus a Sapientia Erdélyi Magyar Tudományegyetem csíkszeredai helyszínén, a matematika-informatika szakcsoport tagja, docens.

## Munkássága
Kutatási területei: sztochasztikus és intervallumos globális optimalizálási módszerek, heurisztikus módszerek, kétdimenziós szabási problémák.

## Könyvei
- Pál L., Máté Sz.: Alkalmazásfejlesztés Delphiben, Scientia Kiadó, Kolozsvár, 2009, ISBN 978-973-1970-16-5.
- Pál, L. (szerk.): Proceedings of Workshop on Cutting Stock Problems 2005, Miercurea-Ciuc, September 15–17, 2005, ISBN (13) 978-973-7875-28-0.

### Szakcikkei (válogatás)
- Illyés, L., Pál, L.: Generalized particular covering problem with genetic algorithms, AMO–Advanced Modeling and Optimization, 7, 1 (2005) 1–7.
- Pál, L., Oláh-Gál, R., Makó, Z.: Shepard interpolation with stationary points, Acta Universitatis Sapientiae, Informatica, 1, 1 (2009) 5–13.
- Oláh-Gál, R., Pál, L.: Some notes on drawing twofolds in 4-dimensional Euclidean space, Acta Universitatis Sapientiae, Informatica, 1, 2 (2009) 125–133.
- Pál, L., Csendes, T.: INTLAB implementation of an interval global optimization algorithm, Optimization Methods and Software, 24, 4 (2009) 749–759.
- Pál L. és Csendes T.: Egy intervallum alapú globális optimalizálási módszer és alkalmazása szenzor lokalizálási feladatra, Alkalmazott Matematikai Lapok, 28 (2011), 17-39.
- Posík, P., Huyer, W., Pál, L.: A Comparison of Global Search Algorithms for Continuous Black-Box Optimization. Evolutionary Computation. Vol. 20, 4: 509–541, 2012.
- Pál, L., Csendes, T., Markót, M.C., and Neumaier, A.: Black-box optimization benchmarking of the GLOBAL method. Evolutionary Computation, Vol. 20, 4: 609–639, 2012.
- Pál, L., Benchmarking a Hybrid Multi Level Single Linkage Algorithm on the BBOB Noiseless Testbed, GECCO 2013: Genetic and Evolutionary Computation Conference Companion, pages 1145–1152, ACM New York, 2013.
- Pál, L., Comparison of Multistart Global Optimization Algorithms on the BBOB Noiseless Testbed, GECCO 2013: Genetic and Evolutionary Computation Conference Companion, pages 1153–1160, ACM New York, 2013.

## Külső hivatkozások
- A Sapientia EMTE csíkszeredai matematika-informatika szakcsoportja